# Bohdan Bondarenko
Bohdan Wiktorowytsch Bondarenko (ukrainisch Богдан Вікторович Бондаренко, englisch Bohdan Viktorovych Bondarenko; * 30. August 1989 in Charkiw, Ukrainische SSR, Sowjetunion) ist ein ukrainischer Leichtathlet, der sich auf den Hochsprung spezialisiert hat. Seine größten Erfolge feierte er mit den Siegen bei Welt- und Europameisterschaften sowie zahlreichen weiteren Medaillen bei internationalen Meisterschaften. Er ist Inhaber des Europarekords und steht mit 2,42 m auf Platz drei der ewigen Weltbestenliste.

## Sportliche Laufbahn
Erste Erfahrungen bei internationalen Meisterschaften sammelte Bohdan Bondarenko, der erst mit 13 mit der Leichtathletik begann, beim Europäischen Olympischen Jugendfestival (EYOF) 2005 in Lignano Sabbiadoro, bei dem er mit übersprungenen 2,12 m die Silbermedaille gewann. Im Jahr darauf startete er bei den Juniorenweltmeisterschaften in Peking und gewann dort mit einer Höhe von 2,26 m die Bronzemedaille. 2007 gelangte er bei den Junioreneuropameisterschaften in Hengelo mit 2,14 m auf den neunten Platz und im Jahr darauf siegte er mit 2,26 m bei den Juniorenweltmeisterschaften in Bydgoszcz. 2009 belegte er bei den Halleneuropameisterschaften in Turin mit 2,20 m den neunten Platz im Finale und 2011 siegte er bei den U23-Europameisterschaften in Ostrava mit einem Sprung über 2,30 m. Anschließend nahm er an der Sommer-Universiade in Shenzhen teil und gewann auch dort mit 2,28 m die Goldmedaille. Daraufhin startete er bei den Weltmeisterschaften in Daegu, verpasste dort aber mit 2,28 m den Finaleinzug. Im Jahr darauf erreichte er bei den Europameisterschaften in Helsinki mit 2,15 m im Finale Rang elf und nahm anschließend erstmals an den Olympischen Sommerspielen in London teil und klassierte sich dort mit einem Sprung über 2,29 m im Finale auf dem siebten Platz.
2013 siegte er zum Auftakt der Diamond League mit 2,33 m in Doha und wurde in Shanghai mit derselben Höhe Zweiter. Ende Juni siegte er mit 2,36 m beim British Athletics Birmingham Grand Prix und steigerte anschließend bei der Athletissima in Lausanne den ukrainischen Landesrekord auf 2,41 m. Ende Juli siegte er mit 2,38 m auch bei den London Grand Prix und galt damit als Topfavorit für die Weltmeisterschaften in Moskau. Dort gelangte er bis ins Finale und egalisierte dort seinen eigenen Landesrekord von 2,41 m und sicherte sich mit diesem Meisterschaftsrekord die Goldmedaille.den Weltmeisterschaften in Moskau und sicherte sich damit die Goldmedaille. Anschließend scheiterte er nur knapp an der neuen Weltrekordhöhe von 2,46 m. Gegen Ende der Saison siegte er mit 2,33 m bei Weltklasse Zürich und sicherte sich damit die Gesamtwertung im Diamond Race. Im Jahr darauf wurde er zum Auftakt der Diamond League mit 2,34 m Zweiter bei der Golden Gala in Rom. Am 14. Juni 2014 gewann Bondarenko das Diamond-League-Meeting in New York mit neuer persönlicher Bestleistung von 2,42 m. Mit dieser Höhe stellte Bondarenko den aus dem Jahr 1987 stammenden Europarekord von Patrik Sjöberg ein. Im gleichen Wettkampf erreichte auch sein großer Rivale Mutaz Essa Barshim aus Katar diese Höhe ein. Anfang Juli siegte er mit 2,40 m bei der Athletissima und auch beim Herculis siegte er mit derselben Höhe. Mitte August siegte er erwartungsgemäß mit einem Sprung über 2,35 m bei den Europameisterschaften in Zürich. Anschließend wurde er bei den Diamond-League-Meetings in Birmingham und Brüssel jeweils Zweiter hinter Barshim und verlor im letzten Wettkampf die Gesamtführung im Diamond Race. Anschließend siegte er im September mit 2,37 m beim IAAF Continental Cup in Marrakesch.
2015 stief Bondarenko mit 2,37 m in Japan in die Saison ein und wurde beim Diamond-League-Meeting in Shanghai mit 2,32 m Zweiter. Im August erreichte er bei den Weltmeisterschaften in Peking das Finale und gewann dort mit 2,33 m die Silbermedaille, wobei er erst im Stechen dem Kanadier Derek Drouin unterlag. Daraufhin wurde er bei Weltklasse Zürich mit 2,30 m Zweiter. Im Jahr darauf siegte er mit 2,31 m bei der Diamond League in Rabat sowie anschließend mit 2,33 m bei der Golden Gala in Rom. Beim Herculis wurde er mit 2,37 m Zweiter und nahm im August erneut an den Olympischen Sommerspielen in Rio de Janeiro teil und gewann dort mit einer Höhe von 2,33 m im Finale die Bronzemedaille hinter dem Kanadier Derek Drouin und Mutaz Essa Barshim aus Katar.
Seit 2017 hat er mit zahlreichen Verletzungen zu kämpfen und startete in den folgenden Jahren nur bei wenigen Wettkämpfen. Im Juni 2017 wurde er mit 2,29 m Zweiter bei den Bislett Games in Oslo und mit 2,32 m gelangte er auch beim Meeting de Paris auf Rang zwei. Im August erreichte er bei den Weltmeisterschaften in London das Finale und belegte dort mit 2,25 m den neunten Platz. Daraufhin wurde er bei Weltklasse Zürich mit einem Sprung über 2,31 m Dritter. Nach einem ganzen Jahr Wettkampfpause siegte er 2019 mit 2,31 m bei der Golden Gala sowie mit 2,28 m beim Meeting in Rabat. Daraufhin nahm er an den Europaspielen in Minsk teil und klassierte sich dort mit 2,21 m auf dem sechsten Platz, ehe er bei den Weltmeisterschaften in Doha ohne einen gültigen Versuch in der Qualifikationsrunde ausschied.
2011 wurde Bondarenko ukrainischer Meister im Hochsprung.

## Persönliche Bestleistungen
- Hochsprung: 2,42 m, 14. Juni 2014 in New York City (Europarekord)
  - Hochsprung (Halle): 2,27 m, 4. Februar 2009 in Łódź

## Auszeichnungen
- Europas Leichtathlet des Jahres: 2013[12]
- Held des Sports: 2013[13]